# 8081 Leopardi
För andra betydelser, se Leopardi.
8081 Leopardi eller 1988 DD är en asteroid i huvudbältet som upptäcktes den 17 februari 1988 av San Vittore-observatoriet i Bologna. Den är uppkallad efter den italienska författaren Giacomo Leopardi.
Asteroiden har en diameter på ungefär 8 kilometer.